# 새해 해돋이 폭주
새해 해돋이 폭주 또는 하쓰히노데 폭주(일본어: 初日の出暴走 하쓰히노데보소[*])는 일본에서 섣달 그믐날(12월 31일)부터 새해 첫날(1월 1일)에 걸쳐서 행하여지는 폭주행위이다. 

## 해설
당초는 간토 주변의 폭주족이 후지 5호(혹은 후지큐 하이랜드, 후지 스피드웨이)주변을 목표로 해 주오 자동차도를 폭주한 것이 계기이다. 경찰들의 TV특별프로 (소위 "경찰 24시")로 완전장비의 교통 기동대·고속도로 교통 경찰대·기동대에 의한 단속 풍경을 다룰 수 있었던 것부터 전국적으로 펴졌다. 소위 나온 이빨과 비슷한 스포일러나 죽창 머플러 등의 화려한 개조(불법개조에 해당)를 한 자동차나 그 중에는 세단형 승용차를 오픈카로 개조한 자동차가 출현하는 것도 알려져 있다.
본가라고도 말할 수 있는 후지 5호 주변(후지 산록)을 목표로 하는 새해 해돋이 폭주는 최근 하치오지 본선 요금소·가와구치 호 나들목을 중심으로 단속이 강화되어 일반도로나 도메이 고속도로를 우회해서까지 후지 5호를 목표로 하는 사람도 있지만 최근의 폭주족의 쇠퇴나 단속의 강화(검문 돌파를 시도한 폭주족에 의해 붙잡기로 한 경찰관이 치일 수 있는 예도 나왔기 때문에 1990년대에는 특형경비차를 파견해서 도끼로 유리를 때려 나누어 본인들을 구속하거나 폭주차량 부품을 파괴하는 등의 단속이 빈번하게 행하여지고 있었다)에 의해 분산화가 현저하게 그전의 같은 기세는 적어졌다. 후지 5호 주변에 명확한 골 지점은 없다. 최근 몇 년은 단속이 엄격해진 후지 5호 주변을 대신해 다이코쿠 파킹 에어리어에 집결하게 되고 있었지만, 여기도 연말 연시 때는 폐쇄되고 있다. 최근에는 휴대전화 등으로 서로 연락을 취해 경찰의 대기하고 있는 도로가 아니고 3자리 국도등의 뒷길을 통하고 또 바이크 등을 트럭 짐받이에 쌓고, 검문지역 외의 주차장에서 내려 검문을 잽싸게 빠져나가는 전술도 빼앗기고 있다.
한편, 왜 후지 5호가 목표가 되는 것일지는 불분명하지만 "해돋이"와 관계되어 있는 것이 아닌 것으로도 생각된다.

## 같이 보기
- 폭주족